# Mürzzuschlag
Mürzzuschlag est une ville autrichienne du district de Bruck-Mürzzuschlag, en Styrie. Ville ouvrière historique, tout au long de l'époque moderne, elle s'est consacrée au travail de la fonte.
Jusqu'en 2013, elle fut le chef-lieu de l'ancien district de Mürzzuschlag.

## Géographie

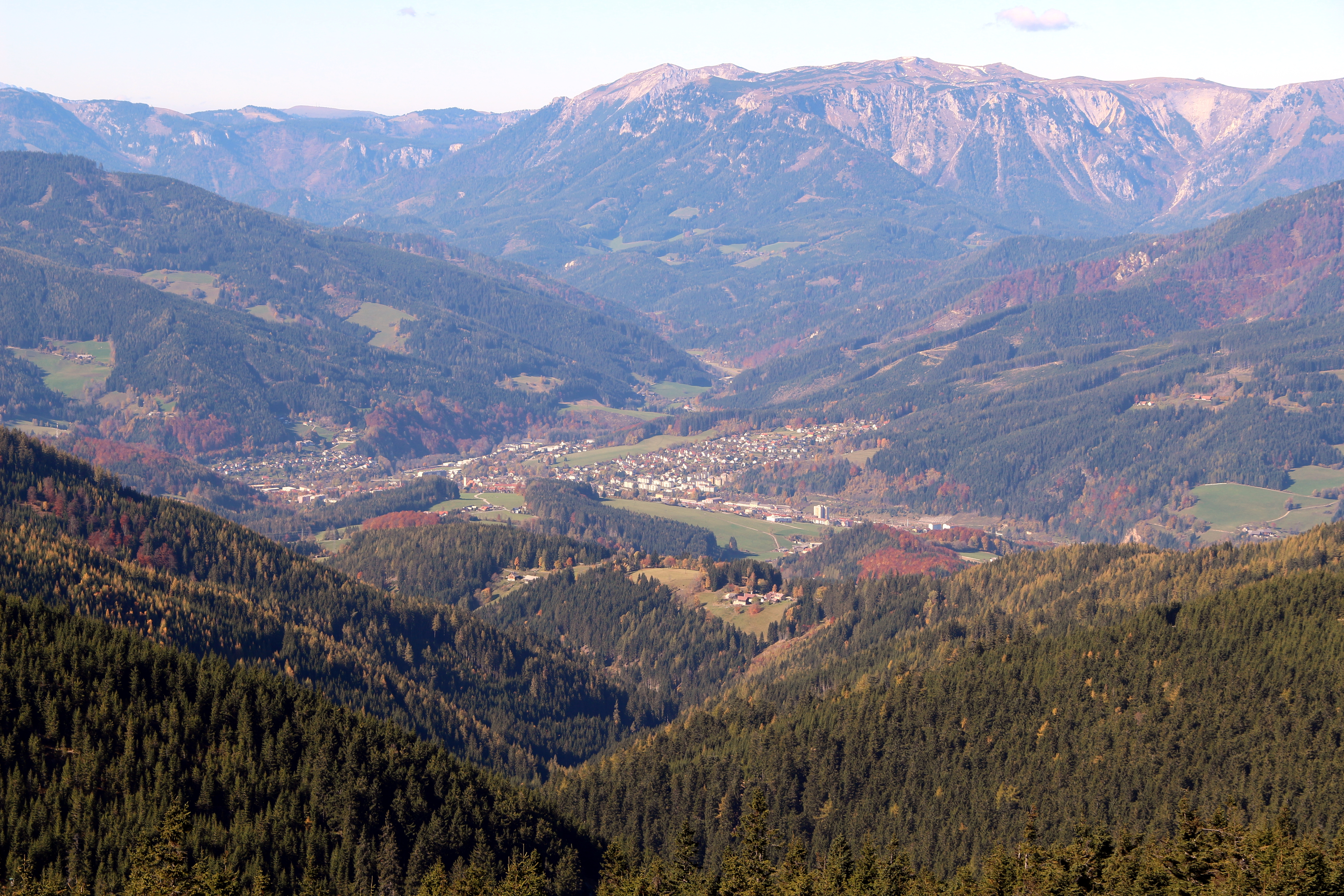
Vue sur Mürzzuschlag vers les Albes de Mürzsteg.

### Situation et description
La ville de Mürzzuschlag, dans le nord-est de la Styrie, est arrosée par la rivière Mürz. Elle se trouve au pied des Alpes de Mürzsteg et du massif de Rax et Schneeberg, près des confins de la frontière naturelle avec le land de Basse-Autriche, le massif de Semmering. 
La ville comporte six quartiers : Auersbach, Eichhornthal, Ganz, Lambach, Mürzzuschlag et Schöneben-Ganz. L'ancienne commune de Ganz fut rattachée administrativement à Mürzzuschlag le 1er janvier 2015.

### Transport
Pour un article plus général, voir Ligne de chemin de fer de Semmering.
La gare de Mürzzusclag se trouve à la fin du sud de la ligne de chemin de fer de Semmering, inscrite dans la liste du patrimoine mondial de l'Unesco.

## Histoire
Le lieu situé dans le duché de Styrie fut mentionné pour la première fois en 1227 ; le chevalier Ulrich von Liechtenstein a évoqué le nom de murzuslage dans son poème « Au service de la belle dame ». Ce bourg et village de montagne obtint en 1360 du duc Rodolphe IV le droit de forger sa propre fonte. 
C'est à Mürzzuschlag qu'en 1912 fut mis au point le premier acier inox. Le bourg est élevé au rang de ville en 1923.

## Jumelages
La ville de Mürzzuschlag est jumelée avec :
- Treptow-Köpenick (Allemagne) depuis 2002
- Arusha (Tanzanie)
- Blansko (Tchéquie)
- Chillán (Chili)
- Pengzhou (Chine)

## Personnalités liées à la ville
- Viktor Kaplan (1876–1934), ingénieur ;
- Jenny Jugo (1904–2001), actrice ;
- Elfriede Jelinek (née en 1946), femme de lettres ;
- Erwin Bohatsch (né en 1951), peintre ;
- Sepp Zeilbauer (né en 1952), athlète, spécialiste du décathlon.